# Couvent des Cordeliers d'Amiens
Le couvent des Cordeliers d'Amiens est un ancien un monastère de moines de l'Ordre des Frères mineurs ou franciscains ou cordeliers, situé sur le territoire de la commune d'Amiens, dans le département de la Somme, dans le centre-ville, rue des Cordeliers.

## Historique
Ce fut en 1233 que les cordeliers s'installèrent à Amiens. Au début du XIVe siècle, le couvent fut agrandi mais fut incendié lors de l'attaque des partisans de Charles le Mauvais en 1358. Grâce au roi Charles V le Sage, l'église fut reconstruite en 1360 puis agrandie en 1484. Adrien de Hénencourt fit construire le cloître en 1485. Ravagé par un incendie, en 1585, le couvent fut reconstruit et agrandi. 
Nicolas Blasset réalisa le tombeau de Nicolas de Lannoy et de son épouse Magdeleine de Mutterel, entre 1630 et 1632. Ce tombeau était placé à l’origine dans le chœur de l’église du couvent des Cordeliers. Il a été placé au XIXe siècle dans l'église Saint-Rémi d'Amiens.
À la Révolution française, 18 moines résidaient encore au couvent qui avait 7 431 livres de revenus. Déclaré bien national, il abrita un temps le club des jacobins de la ville. En 1793, on décida l'ouverture d'une rue sur les terrains de l'ancien couvent. 
En 1802, ce qui restait des terrains furent racheté par Charlotte Pingré qui les donna à la paroisse Saint-Rémi. Démoli au début du XIXe siècle, le couvent ne nous est connu que par des représentations tardives (cadastre de 1812) qui permettent difficilement de restituer la disposition des lieux. La description qu´en fit  E. Soyez, en 1895, ne concernait que l´église de plan allongé à deux vaisseaux, préservée pour desservir la paroisse Saint-Rémy. Elle conservait un portail du XIIIe siècle.  À la fin du XIXe siècle, une nouvelle église dédiée à saint Rémi fut construite à l'emplacement de l'ancienne église du couvent mais le coût trop élevé de la construction fit interrompre les travaux.
La nef de l'église des cordeliers, dont la construction remontait au XVIe siècle, a été en grande partie détruite pendant la Première Guerre mondiale .

## Vestiges de l'église des cordeliers
Il ne subsiste de l'ancien couvent de franciscains ou cordeliers que quelques ruines. En 1937, le square Pierre-Marie Saguez a été aménagé dans les vestiges du couvent. On peut y voir les restes du portail occidental de l'église abbatiale (voussures et piédroits), des éléments de la nef (bases de piliers, contreforts etc.), mur et fenêtres gothiques en élévation et divers autres vestiges lapidaires (sarcophages etc.)
.
L'ancienne nef du couvent des Cordeliers est inscrite aux Monuments historiques par arrêté du 17 août 2001, en même temps que l'église Saint-Rémi et sa sacristie.